# Rosa alabukensis
Rosa alabukensis — вид рослин з родини розових (Rosaceae); ендемік Киргизстану. 

## Опис
Кущ до 2,5 м заввишки. Листочків (3)5–9.

## Поширення
Ендемік Киргизстану.